# 夏目吉信
夏目吉信（1518年?—1573年1月25日），日本戰國時代的武將。松平氏、德川氏家臣。別名正吉。父親是夏目吉久。
夏目氏的家祖是清和源氏源滿快，自古就仕於松平氏。

## 生平
在永正15年（1518年）（有異說）於三河國幡豆郡豐坂村（現今愛知縣額田郡幸田町）出生。永禄5年（1562年），在三州八幡合戰中，於松平家康（後來的德川家康）軍被今川軍攻撃而全軍崩潰之際，擔任後殿，在返回城中前，6度回軍奮戰。後來因為軍功，受家康賞賜備前長光作的脇差。
永祿6年（1563年），在三河一向一揆爆發時，投向一揆軍，死守六栗城（一說是野羽城），背叛家康。不過因為友方的乙部八兵衛與松平軍內通，被松平伊忠捕獲，不過因為伊忠的進言，被家康原諒，並重歸松平家。
元龜3年（1573年），在三方原之戰中，不理家臣阻止，向敵軍突撃而讓家康逃走，以家康的兜和馬攻入武田軍，最終戰死。

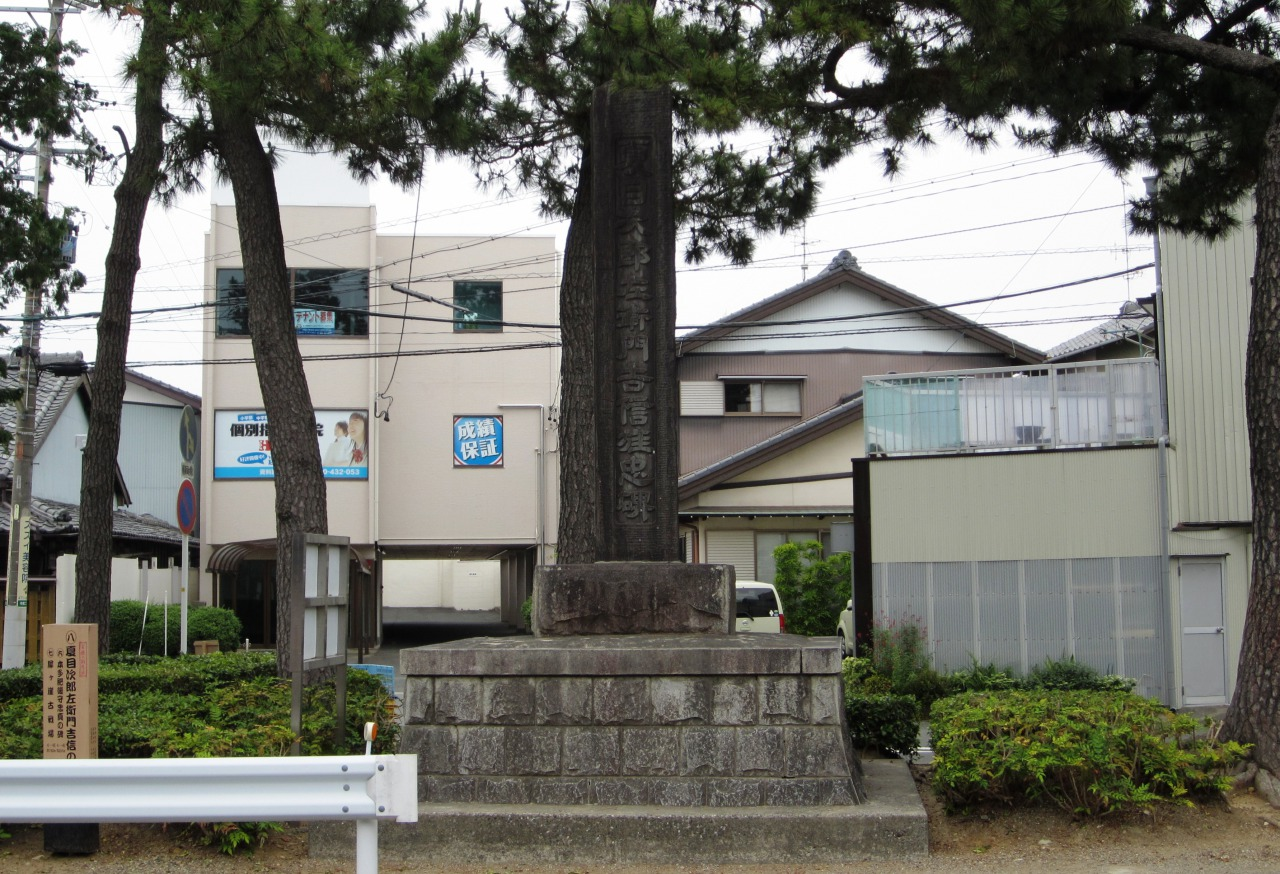
靜岡縣濱松市中區布橋的夏目次郎左衛門吉信旌忠碑

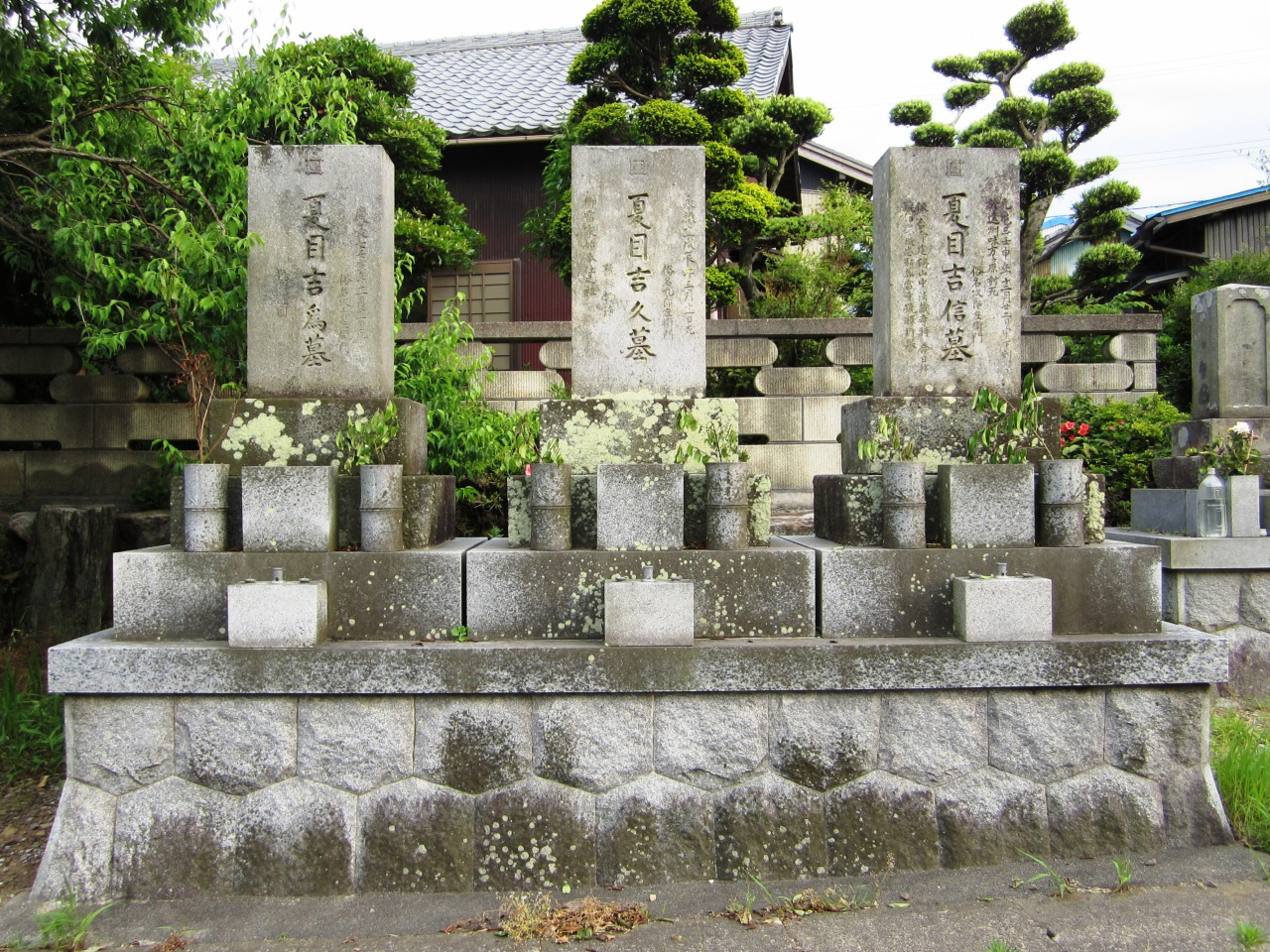
愛知縣額田郡幸田町的夏目吉信之墓（右）

墓所在愛知縣額田郡幸田町的明善寺和愛知縣岡崎市本宿町的法藏寺境內。另外，在靜岡縣濱松市中區的犀崖資料館旁，有稱讚吉信忠節的「夏目次郎左衛門吉信旌忠碑」（一說是在附近戰死）。

## 子孫
三男吉次因為斬殺與自己爭論的同僚而出奔，改名並仕於德川氏。在關原之戰後，被家康發現此事，不過因為父親吉信的忠節而得到原諒。另外，在大坂夏之陣後，家康向吉次說「可以像現在這樣，都是因為你的父親，感謝」（今こうしていれるのもお前の父のおかげだ、感謝している），並將吉次配置為兒子秀忠的家臣。
另外，明治時期的文豪夏目漱石亦是吉信的子孫。

## 外部連結
- 武家家伝＿夏目氏 （页面存档备份，存于）